# 11900 Spinoy
11900 Spinoy este un asteroid din centura principală de asteroizi.

## Descriere
11900 Spinoy este un asteroid din centura principală de asteroizi. A fost descoperit pe 6 iunie 1991 la Observatorul La Silla de Eric Walter Elst. El prezintă o orbită caracterizată de o semiaxă mare de 2,41 ua, o excentricitate de 0,19 și o înclinație de 3,4° în raport cu ecliptica.